# Araneus luteofaciens
Araneus luteofaciens là một loài nhện trong họ Araneidae.
Loài này thuộc chi Araneus. Araneus luteofaciens được Carl Friedrich Roewer miêu tả năm 1942.